# الحدبى (وشحة)

تعديل مصدري - تعديل

الحدبى هي إحدى قرى عزلة بني هني بمديرية وشحة التابعة لمحافظة حجة، بلغ تعداد سكانها 456 نسمة حسب تعداد اليمن لعام 2004.